# 쉬웨이저우
쉬웨이저우(중국어: 许魏洲, 영어: Timmy Xu, 1994년 10월 20일 ~ )는 중국의 배우 겸 싱어송라이터로, 중국드라마 상은에서 바이 루인 역을 맡은 것으로 잘 알려져 있다. 그는 같은 주 빌보드 차이나에서 중국 V차트와 만다린 차트에서 모두 1위를 차지한 최초의 아티스트이다. 중국 본토 출신 솔로 아티스트로는 처음으로 대한민국에서 콘서트를 열고, 2017년 빌보드 뮤직 어워드에 정식으로 초청을 받았다.

## 경력

### 데뷔 이전
중국 상하이에서 태어난 허위주는 어릴 때부터 춤, 노래, 작곡, 악기 연주, 특히 기타를 포함한 다양한 예술적 노력을 추구했다. 그는 10년 이상 라틴 댄스를 배웠고, 황실무용교사협회(ISTD)로부터 금상을 받았다. 고등학교 때, 쉬는 그의 학교 동료들, 즉 "에그아체"와 죽음의 금속 록 밴드 "PROME"의 두 개의 락 밴드를 결성했는데, 이 밴드는 그가 리드 기타리스트였다. 그와 그의 밴드 "PROME"도 상하이에서 열린 미디 고등학교 밴드 대회에서 우승했다. 더구나 그는 밴드와 함께 상하이에서 겨울방학 음악제를 조직하고 편곡하여 현지 신문에 실렸다. 허위주는 상하이 연극 아카데미 소속 고교를 졸업했다. 대학에서 베이징에 있는 국립 중극예술학교를 거쳐 2017년 5월에 졸업하였다.
허위주는 대학에 재학 중 2015년 10월 '게임광'이라는 단편 영화로 데뷔했다. 또 자신을 각종 화보 촬영에 참여해 2016년 1월 방송된 웹시리즈 '상은'의 주인공으로 스카우트되었다.[11] 또한 언급된 웹 시리즈의 오프닝과 엔딩 주제곡을 작곡하고 불렀다. 이후 이 시리즈의 전체 에피소드가 유튜브에 올라 주연 배우들이 국내외에서 인기를 끌게 되었다. 이후 쉬는 음악 활동에 주력하기 시작했고 2016년 5월 1일 '빛'이라는 제목의 첫 앨범을 발매하고 2016년 6월부터 8월까지 아시아 콘서트 투어를 시작했다. 음악 외에도 각종 패션지 화보 촬영에도 참여했다. 후에, 그는 그의 프로필을 올렸고 "Best New Artist"로 수많은 상을 받았다. 시나 웨이보 데이터센터로부터 웨이보에서 가장 인기 있는 20대 연예인 중 한 명으로 선정되기도 했으며, 스타 매거진으로부터 "올해의 뉴 트렌드 아이돌"이라는 타이틀을 얻었다. 더구나 그의 인기는 여러 여론조사에서 1위를 차지했고, 빌보드 라디오 차이나, TofPOP 라디오 - 태국 BEC Tero Radio, 양란 8시. 쇼, 홍두 라이브 인터뷰, FM 101.7 음악 갈리도스코프와 넷이세 클라우드 뮤직(Xu Weizhou Cold Jokes)은 물론 웹쇼와 livest리밍 이벤트까지. 12월 8일, 그는 여러 차트에서 1위를 한 싱글 "Fun"을 발매했다. 공식 뮤직비디오는 12월 15일에 공개되었다. 그의 증가하는 인기는 또한 데이터 윈이 선정한 2016년 중국에서 가장 영향력 있는 50대 인터넷&비즈니스 연예인들에서도 37위를 차지했다.

### 2017년: 예능 데뷔와 잡무
1월 말, 쉬는 텐센트 비디오로 방영된 무형 소녀에 처음으로 버라이어티 프로그램에 출연했다. 성공적인 버라이어티 쇼 데뷔로 그는 올 상반기 가장 인기 있는 10대 버라이어티 스타에서 5위에 올랐다. 지난 3월 말, 쉬씨는 같은 주 빌보드 차이나 V차트와 만다린 차트에서 두 번째로 1위를 차지한 심플 플랜의 캐나다 영화 스노타임!의 주제곡인 "The Heroes"를 중국 버전으로 불렀다. 3월 4일 베이징에서 록밴드와 함께 라이브로 이 곡을 공연하기도 했다. 또한, 캐나다 대사관과 어린이 영화 협회는 영화 기자 회견에서 그에게 '중국-캐나다 문화 교류'와 '어린이 영화 홍보'에 대사상을 수여했다.
4월 1일, 쉬는 현재 CCTV15에서 방영되고 있는 텔레비전 음악 쇼인 Global Chinese Music Chanic Music Chart에 게스트로 출연하여 그의 노래 "Fun" 이후 콘서트 기자회견 중 뮤직비디오가 처음 공개된 2017년 iQiii Screaming Night 콘서트의 주제곡인 "Screaming Night"를 부르기로 선정되었다.
5월에는 '별빛' 대사로 공식 임명돼 미국 라스베이거스에서 미국 본토 아티스트로는 처음으로 빌보드 뮤직 어워드에 초청받았다. 이후, 그는 칸 영화제 기간 동안 데뷔한 단편 영화 '시즈 더 모멘트'라는 VOGUE 영화 프로젝트의 주인공을 연기했다.
지난해 데뷔 앨범의 성공 후, 8월 10일 "The Time"이라는 제목의 두 번째 솔로 앨범의 1분기를 발매했는데, 이 앨범은 45만 장 이상 판매되어 더블 플래티넘 음반에 올랐다. 2분기는 12월 12일 3분기가 발매되는 동안 그의 23번째 생일날과 같은 10월 20일에 무료로 온라인으로 발매되었다. 8월 23일 유명한 가수 제이 추가 쓴 영국-중국 액션 스릴러 영화 S.M.A.R.T. 체이스의 주제곡에도 선정되었다. 그의 노래인 "So what", "Leave Me Alone", "Ruins of Time"은 38주 연속, 39주 연속 대부분의 뮤직비디오에서 각각 1-3위를 차지했다.
9월 1일, 그는 징동이 출판한 "This is Timmy"라는 제목의 첫 번째 사진집을 출간했다. 이후, CCTV는 슈가 중국 개혁 40주년을 기념해 '차이나'를 부른 가수 100명 중 한 명이라고 공식 발표했다. 그는 또한 12월 16일에 열린 연례 안후이 TV 드라마 어워드에 참석했다.
시나 웨이보는 '2017년 인기스타' 목록을 공개했고 쉬은은 6천599만 장의 리포스트로 가장 많은 리포스팅량을 기록하며 톱10에 진입했다. 사냐에서의 그의 직책은 669만 명의 팬 인터랙션으로 가장 인기 있는 10위 안에 들었다. 게다가 15분간의 크래지시티는 3억 8천만 조회수로 톱10 음악 주제에서 4위를 차지했다.

## 출연 작품
- 2015 《전경야풍광》
- 2016 《나의 붉은 고래》 - 곤 역 (애니메이션)
- 2016 《상은: 너에게 중독되다》 - 바이룬인 역
- 2019 《루키스》 - 딩샨 역